# 토니 요카
토니 빅토르 제임스 요카(프랑스어: Tony Victor James Yoka, 1992년 4월 28일~)는 프랑스의 권투 선수이다. 2016년 하계 올림픽 최중량급에서 금메달을 획득했으며 2015년 세계 선수권 대회에서 우승했다.